# Картинки с выставки (мультфильм)
«Картинки с выставки» — музыкальный рисованный мультфильм 1984 года студии «Союзмультфильм».

## Содержание
Фантазия на музыку пьес из цикла «Картинки с выставки» Модеста Мусоргского, в исполнении Святослава Рихтера.
Последовательность пьес в мультфильме:
1. Cum mortuis in lingua mortua (окончание, использовано в качестве вступления к «Бабе-Яге»)
2. Избушка на курьих ножках
3. Promenade 2 (начало)
4. Promenade 4
5. Балет невылупившихся птенцов
6. Promenade 2

## Создатели
- Автор сценария и Кинорежиссёр: Инесса Ковалевская
- Художник-постановщик: Галина Шакицкая
- Кинооператор: Кабул Расулов
- Звукооператор: Владимир Кутузов
- Художники-мультипликаторы: Галина Зеброва, Эльвира Маслова, Олег Сафронов, Владимир Шевченко
- Художники: С. Капранов, Татьяна Макарова, Николай Митрохин, Ирина Светлица, Александр Сичкарь
- Монтажёр: Изабелла Герасимова
- Ассистент режиссёра: Т. Холостова
- Редактор: Пётр Фролов
- Директор съёмочной группы: Лилиана Монахова

## Издания
- В 2005 году вышел мультсборник на DVD «Как Львёнок и Черепаха пели песню» «Союзмультфильм» (дистрибьютор — «Крупный план»).[4]

## История создания
Режиссёру Инессе Ковалевской и её мультфильмам посвящена целая страница в книге «Наши мультфильмы». Ковалевская пишет, что её внимание всегда занимали две проблемы: детское кино и музыкальный фильм. К счастью, в работе удалось соединить и то и другое. Поэтому все её фильмы без натяжки можно назвать музыкальными. Постепенно пришло понимание законов построения музыкального мультипликационного фильма. Тогда и появилась идея создания целого цикла мультфильмов, основой которых послужила бы проверенная временем музыкальная классика:«Картинки с выставки» на музыку Модеста Мусоргского и другие. Все крупные композиторы непременно писали музыку для детей. Они знали, как важно в самом раннем возрасте научить ребенка любить и понимать музыку.

## Отзыв критика
Ковалевская разработала новую тему: экранизация народных песен и шедевров мировой классики. Так появились «Русские напевы» (1972), «Детский альбом» (1976), «Кострома» (1989). Это были попытки научить маленьких зрителей слушать музыку и фантазировать. Инесса Ковалевская постоянно находилась в творческом поиске, меняла художников, состав съемочной группы. Наиболее плодотворное сотрудничество сложилось с художником Галиной Шакицкой: «Камаринская» (1980) – фантазия на музыку Михаила Глинки, «Картинки с выставки» (1984) – на музыку Модеста Мусоргского, «Танцы кукол» (1985) – на музыку Дмитрия Шостаковича, «Гномы и горный король» (1994) – фантазия на музыкальные темы Эдварда Грига.

Сергей Капков— «Наши мультфильмы» (И. Ковалевская)